# Kalkarer Mühle
Kalkarer Mühle am Hanselaerer Tor is een in 1770 gebouwde stellingmolen in de plaats Kalkar in Duitsland.

## Kenmerken
De molen aan de beek de Leybach heeft acht verdiepingen en is geheel opgetrokken uit baksteen, net als de aangrenzende schuur en de neogotische molenaarswoning. Met zijn zevenentwintig meter hoogte wordt de molen beschouwd als de hoogste windmolen in de Nederrijnregio.
Beneden is de omvang vijfendertig meter en zijn de muren ongeveer één meter dik. De galerij bevindt zich ter hoogte van de vijfde verdieping op ongeveer dertien meter hoogte. In de draaibare kap bevindt zich de as van de wieken. De doorsnee van het wiekenkruis is vijfentwintig meter.

## Geschiedenis
De molen werd in 1770 gebouwd met de stenen van de bouwvallig geworden Hanselaerer Tor. De plaatselijke leerlooier Guerin had aangeboden de oostelijke stadspoort door een brug te vervangen; van het restmateriaal bouwde hij een schorsmolen.
Het werd een hoge molen van acht etages om boven de daken van de stad toch de wind te kunnen vangen. Aanvankelijk werd de molen gebruikt om eikenbast te malen voor de leerlooierij.
Guerin, die van Franse afstamming was, vluchtte in de Franse tijd naar Frankfurt en de molen werd in 1880 overgenomen door Gerhard van der Grinden, waarna zij door verschillende molenaars gebruikt werd voor het malen van graan.
In de 19e eeuw werden er een schuur bijgebouwd en een molenaarswoning. Deze werd rond 1910 door de laatste molenaar Heinrich Rötten vervangen door een neogotisch woonhuis van twee verdiepingen.

## Restauratie
De meest recente restauratie vond plaats tussen 1994 en 1996. Bij de restauratie van de molen moesten veel onderdelen geheel vervangen worden, zoals het wiekenkruis, de galerij, het takelwerk, delen van de maalgang en de hele kap. De restauratie stond onder leiding van architect Karl Deidelhoff uit Kalkar. Er werd bij de restauratie nagestreefd de authentieke technische staat van rond het einde van de 18e eeuw te herstellen.
Molen, schuur en woonhuis vormen sinds 1985 een beschermd stadsgezicht dat op de monumentenlijst staat. De restauratie werd grotendeels gefinancierd uit een compensatiesubsidie van de overheid aan de gemeente Kalkar na van het wegvallen van inkomsten door het afblazen van de ingebruikname van kweekreactor Kalkar.

## Huidig gebruik
Na restauratie werd de molen overgedragen aan de vereniging Verein Kalkarer Mühle am Hanselaerer Tor e.V., waar ook negen Gilden en Brüderschaften lid van zijn.
De vereniging streeft er onder meer naar de kennis over oude ambachten zoals molenaar, bierbrouwer en bakker levend te houden en heeft daartoe een tentoonstelling ingericht op de bovenverdiepingen van de molen. Daar zijn ook etages met informatie over de Gilde-verenigingen. De molen is regelmatig in gebruik en is opengesteld voor bezoekers.
Er wordt graan gemalen en het meel wordt tot brood gebakken in steenovens van de naastgelegen bakkerij uit 1996. Op de begane grond van molen en graanschuur is een café gevestigd. Er is ook een kleine bierbrouwerij. De Kalkarer Mühle is een markant silhouet in het historische centrum van Kalkar en een trefpunt voor touristen.

## Kalkarer Mühle - afbeeldingen

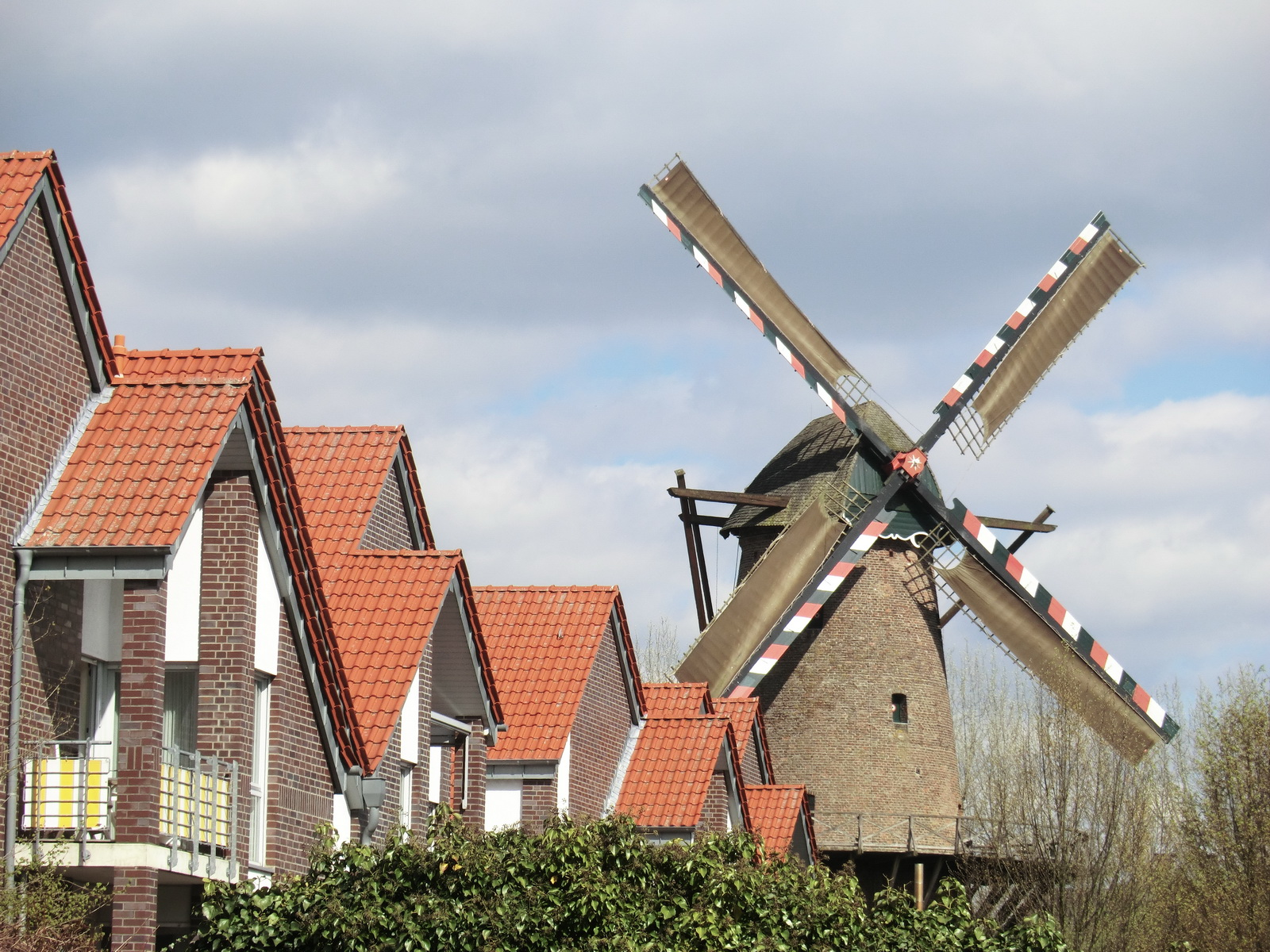
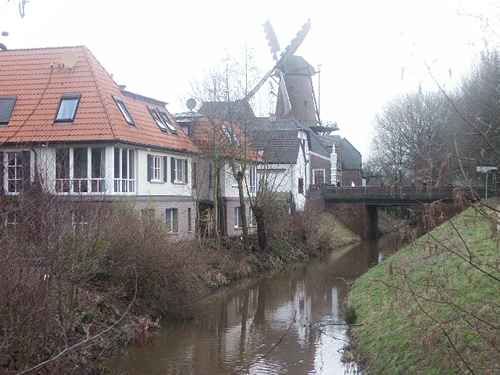
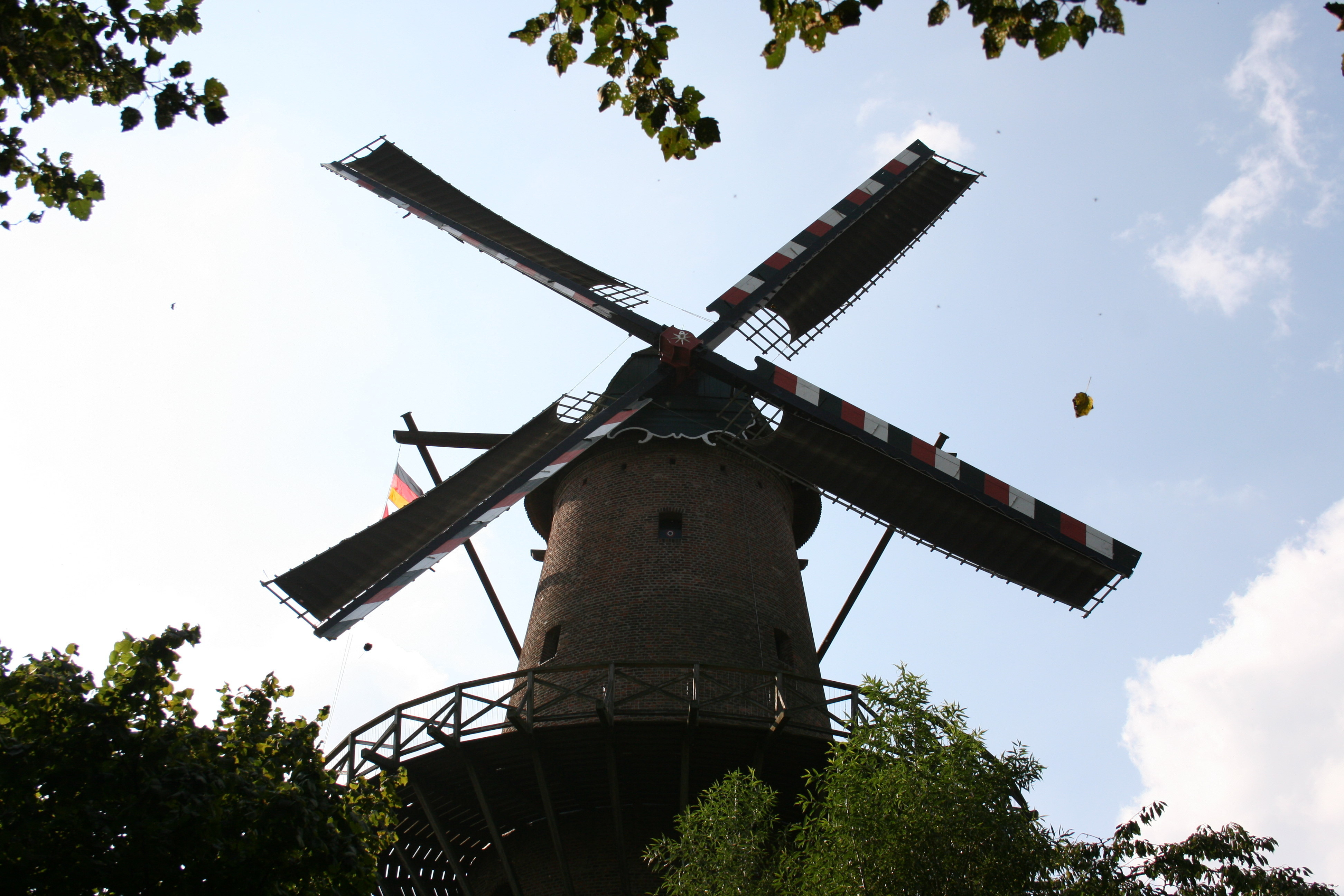
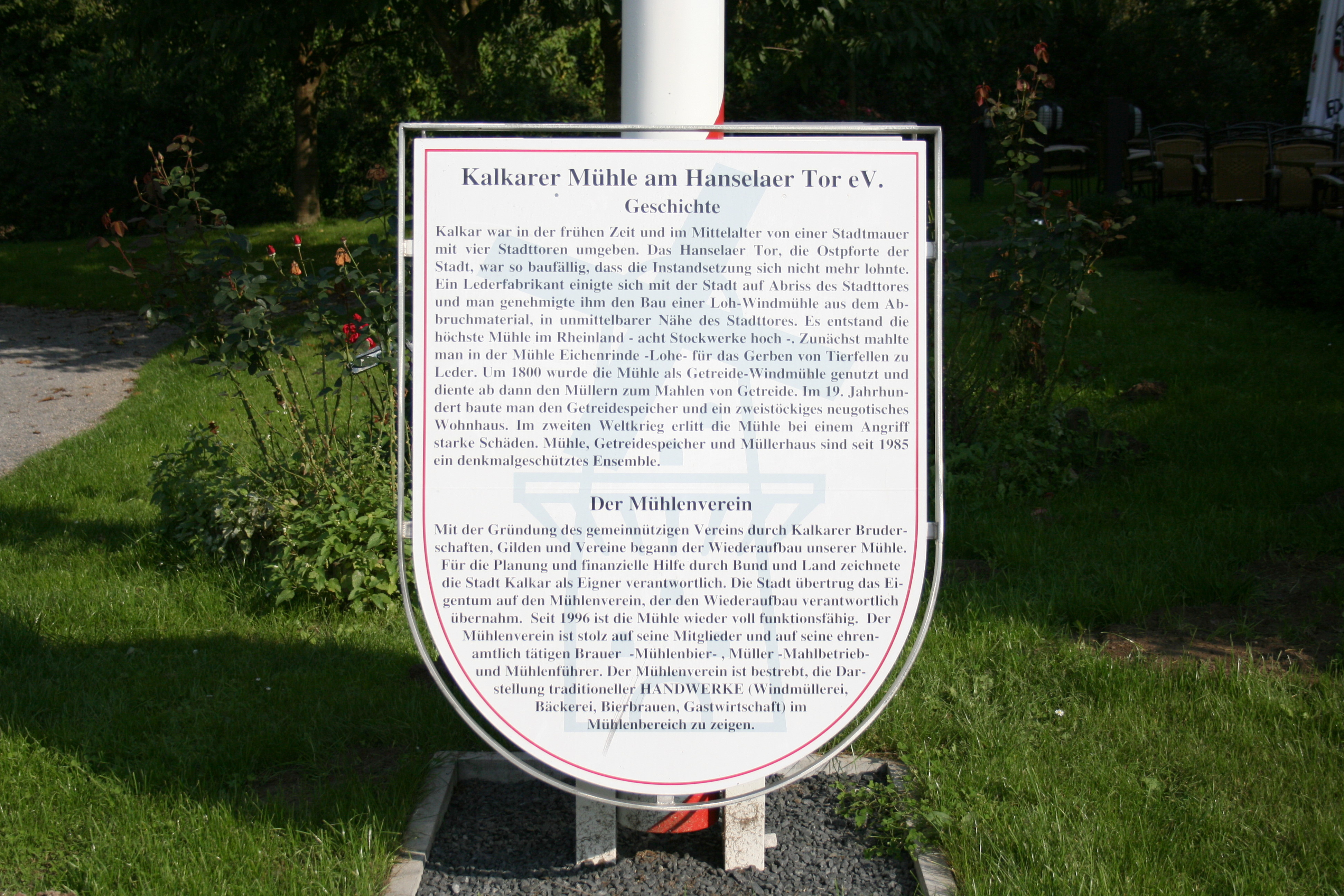
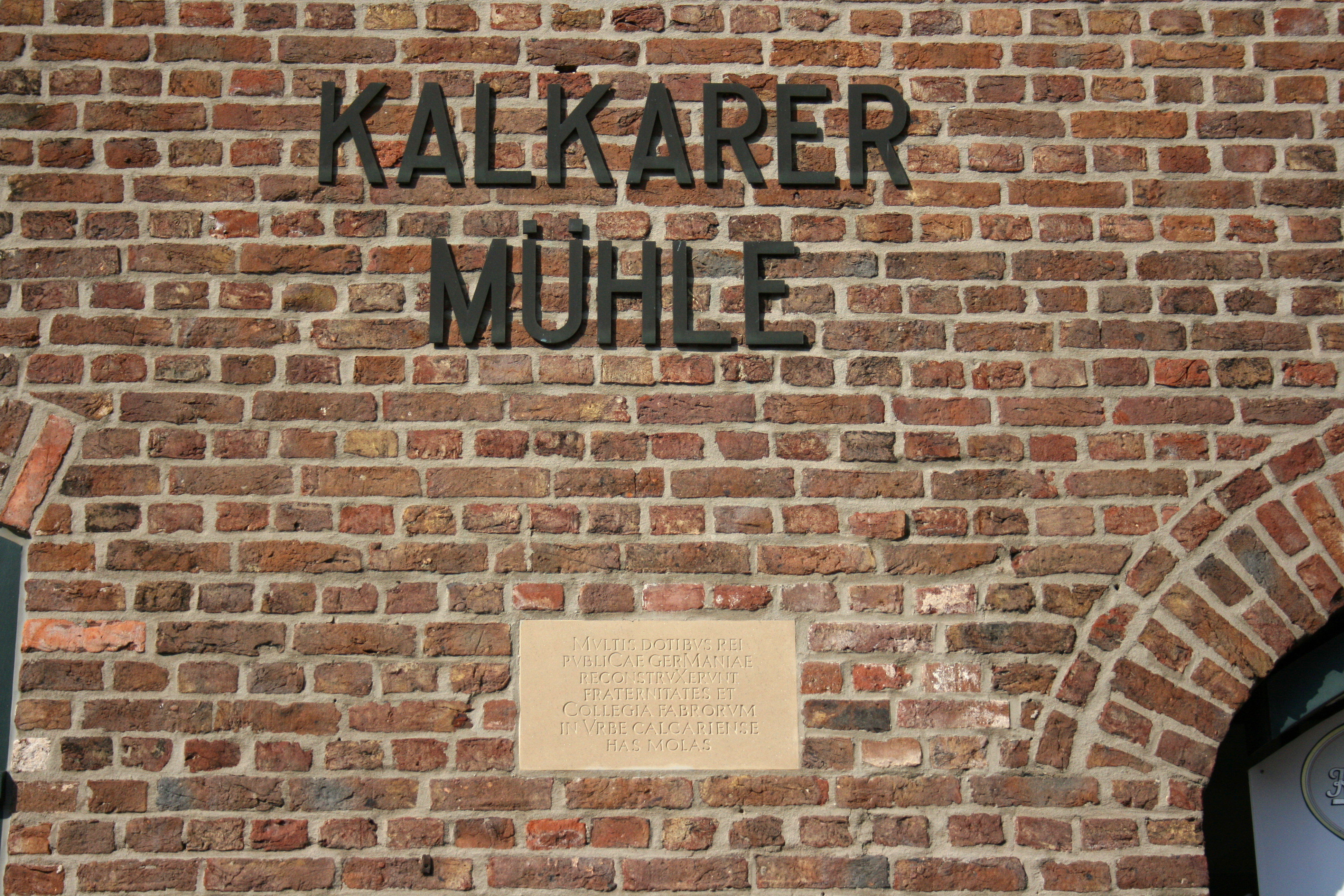
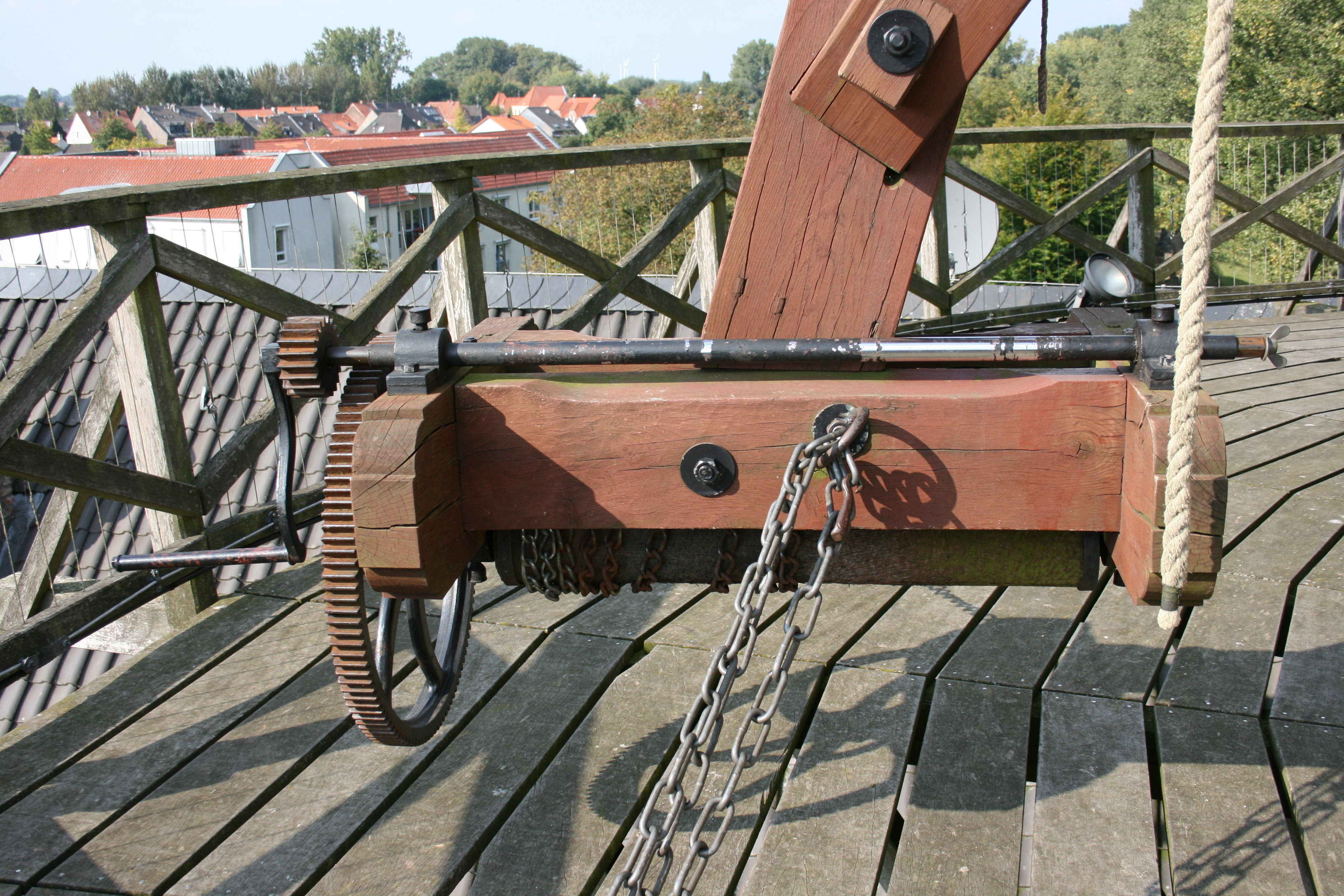
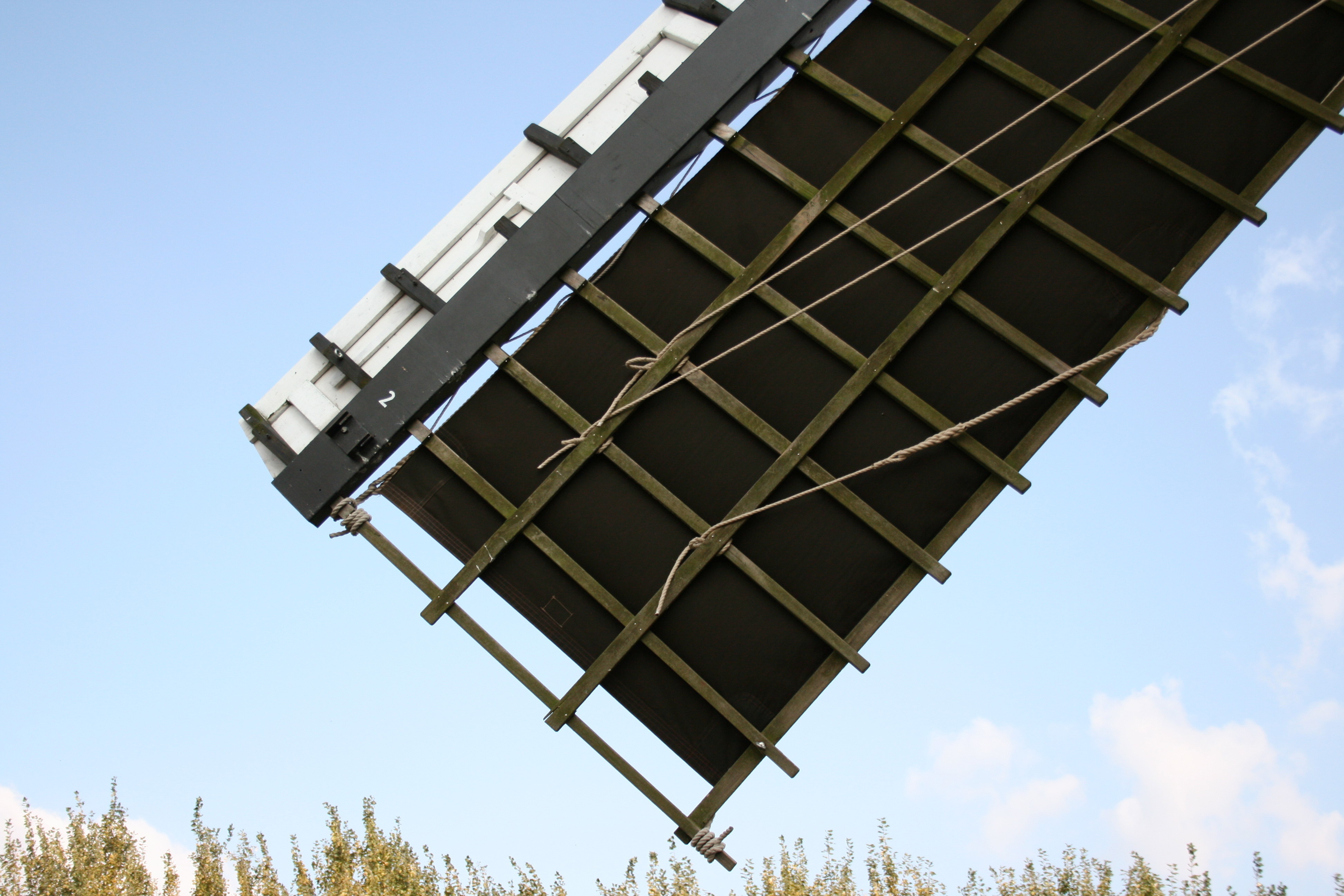
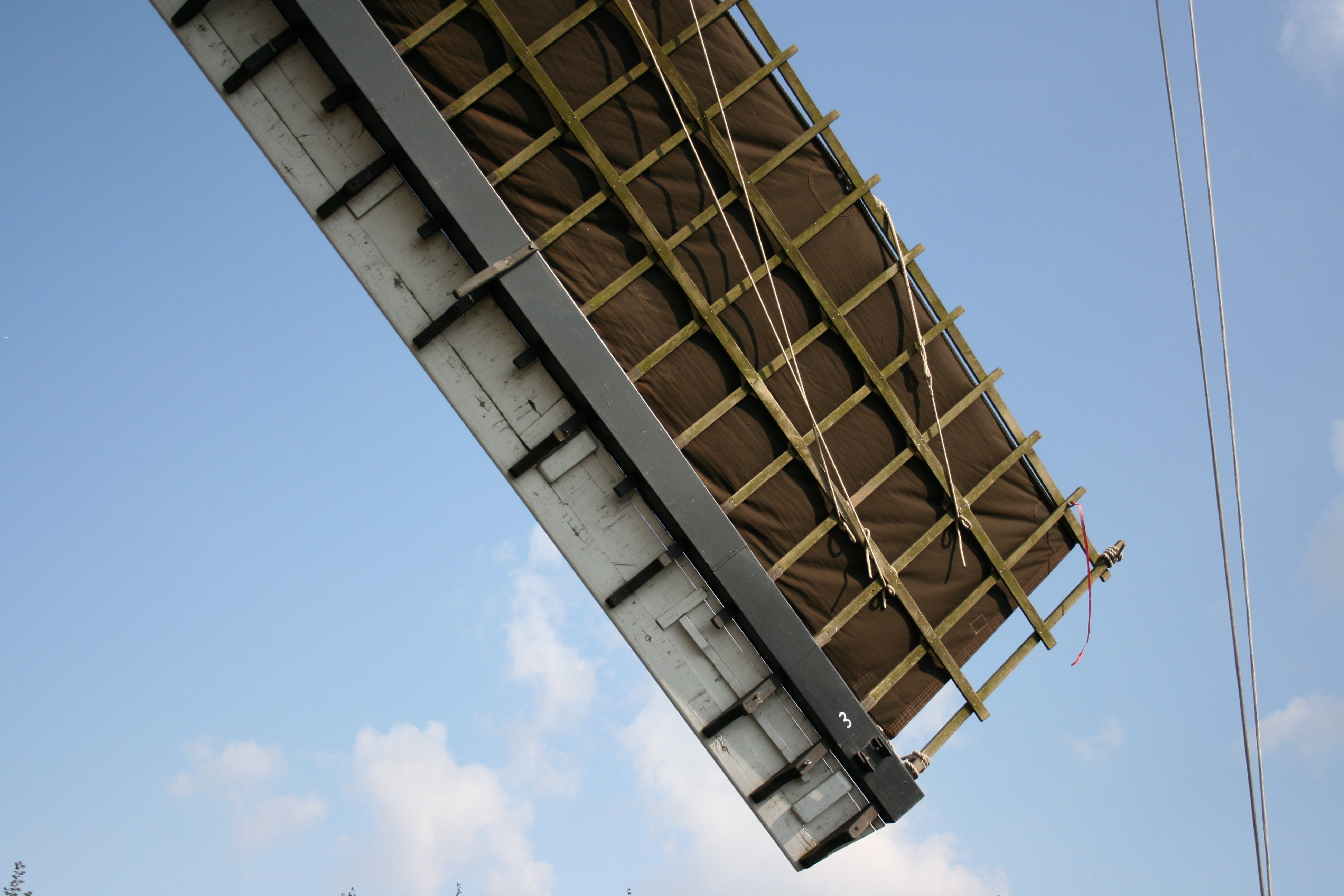
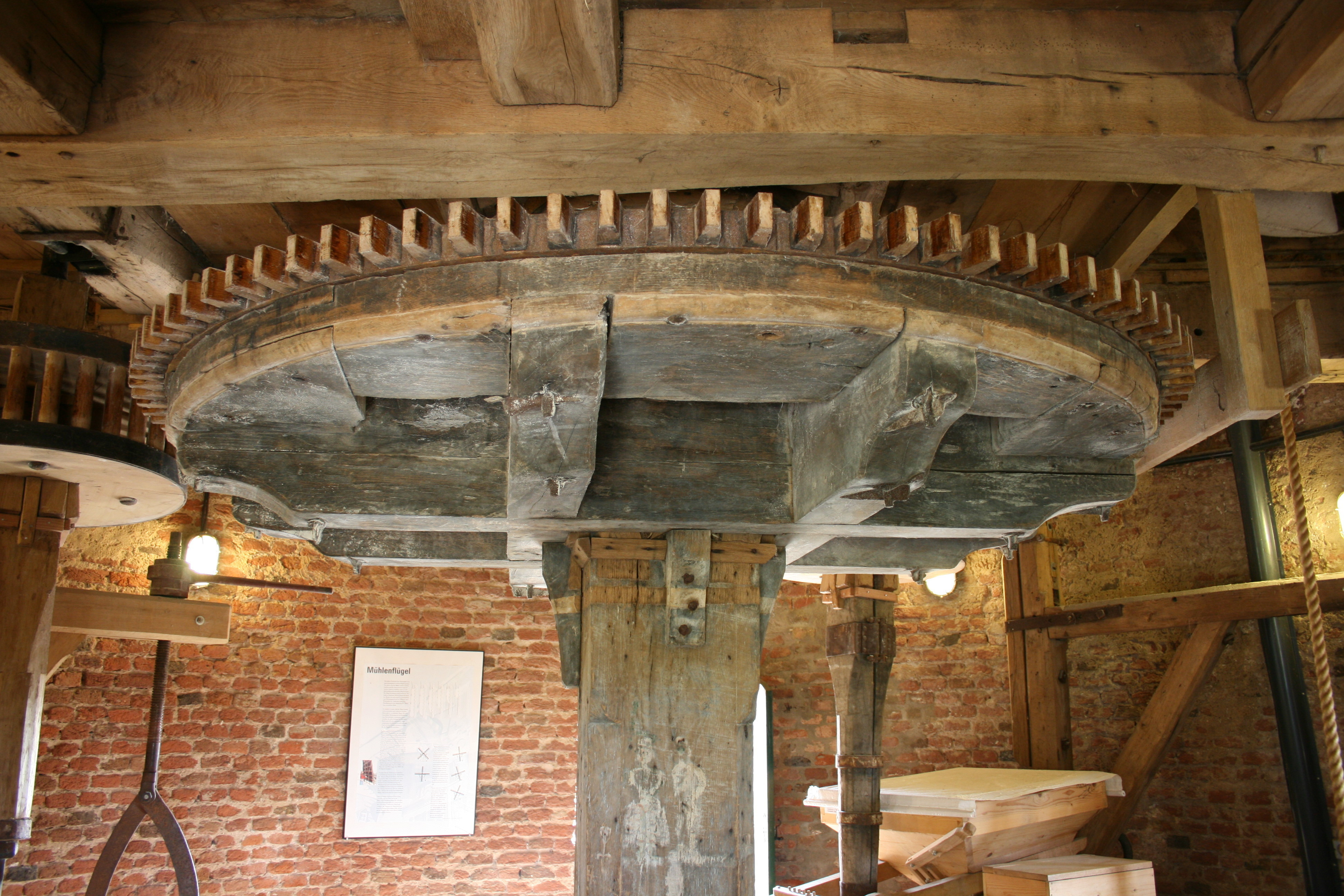
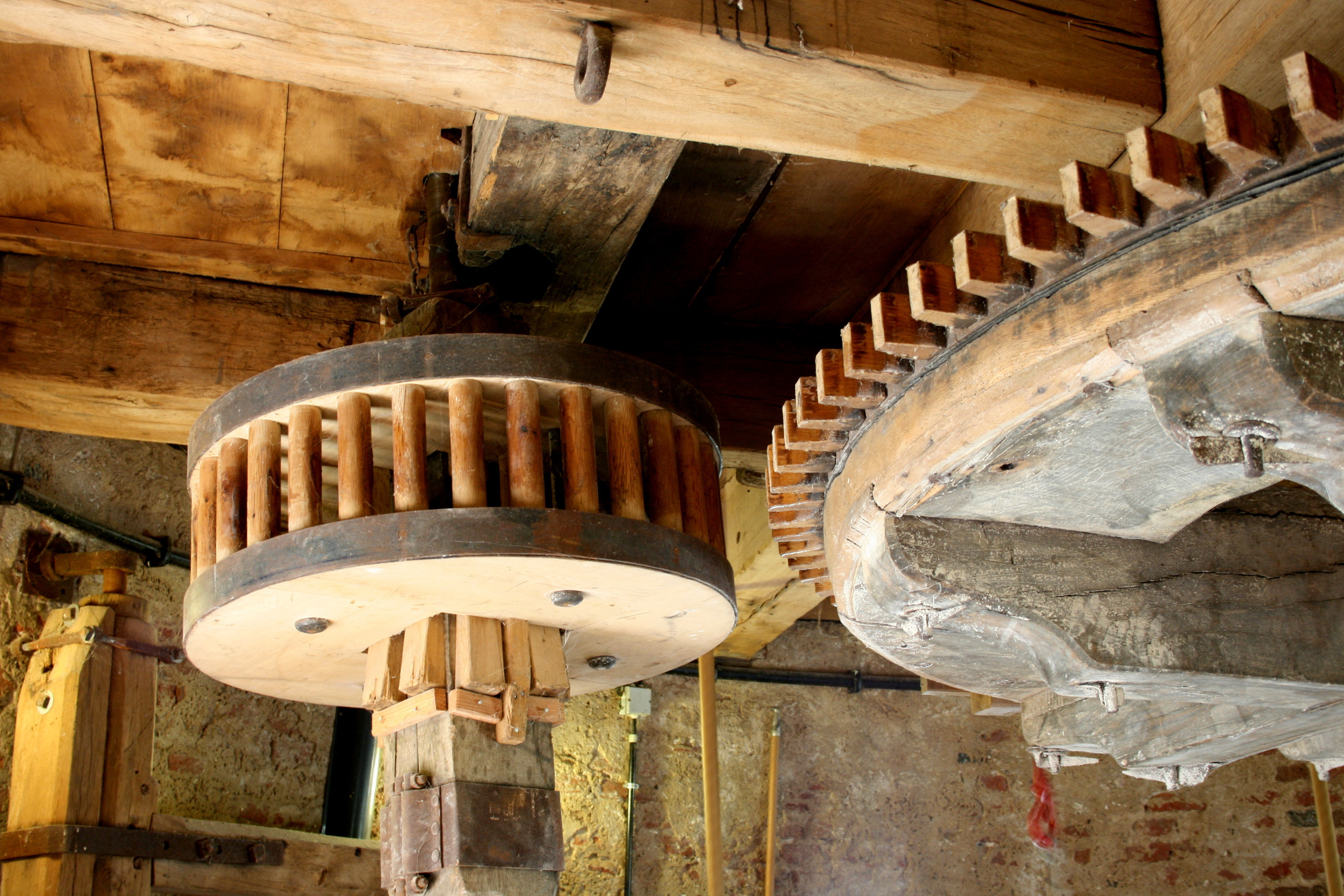
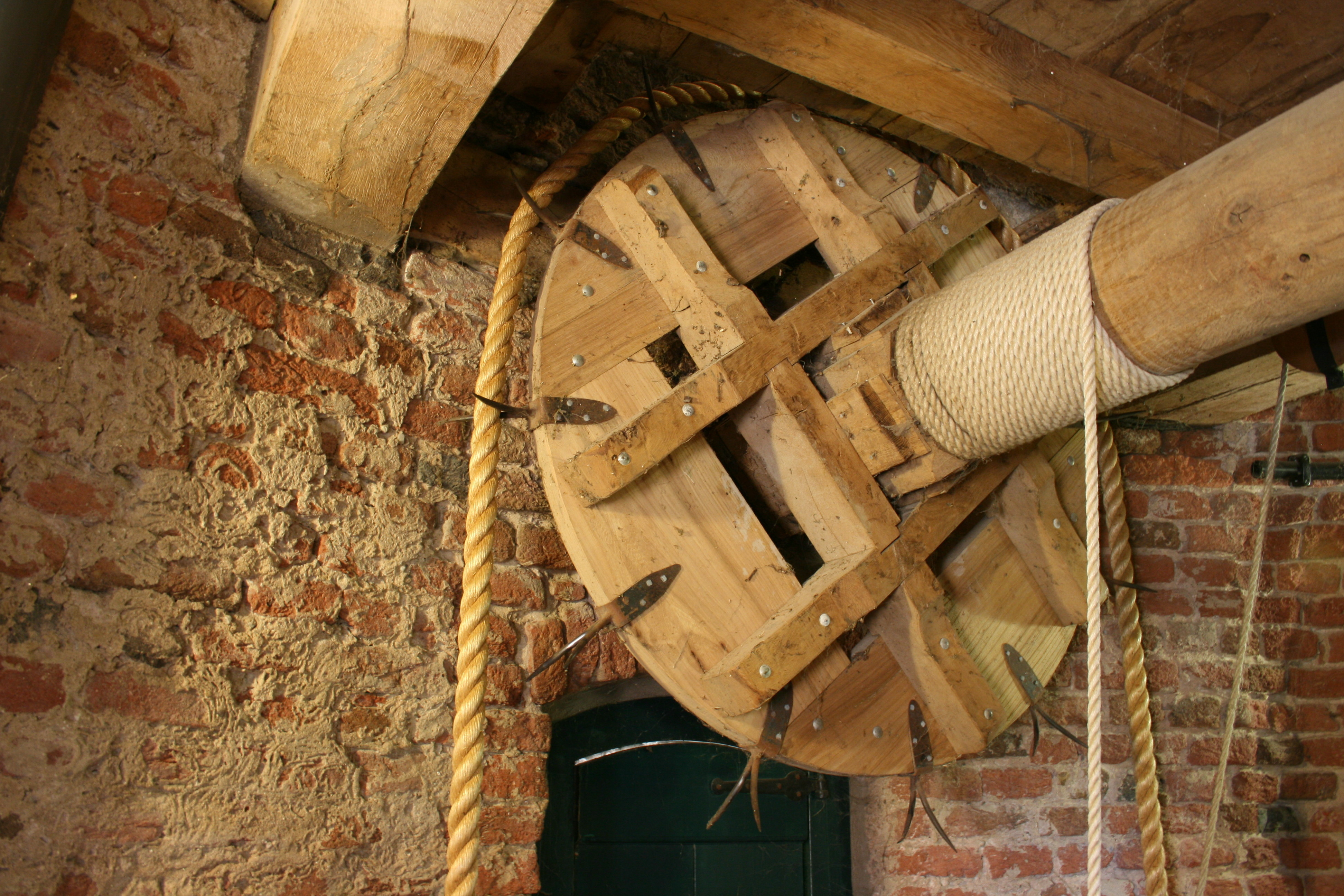
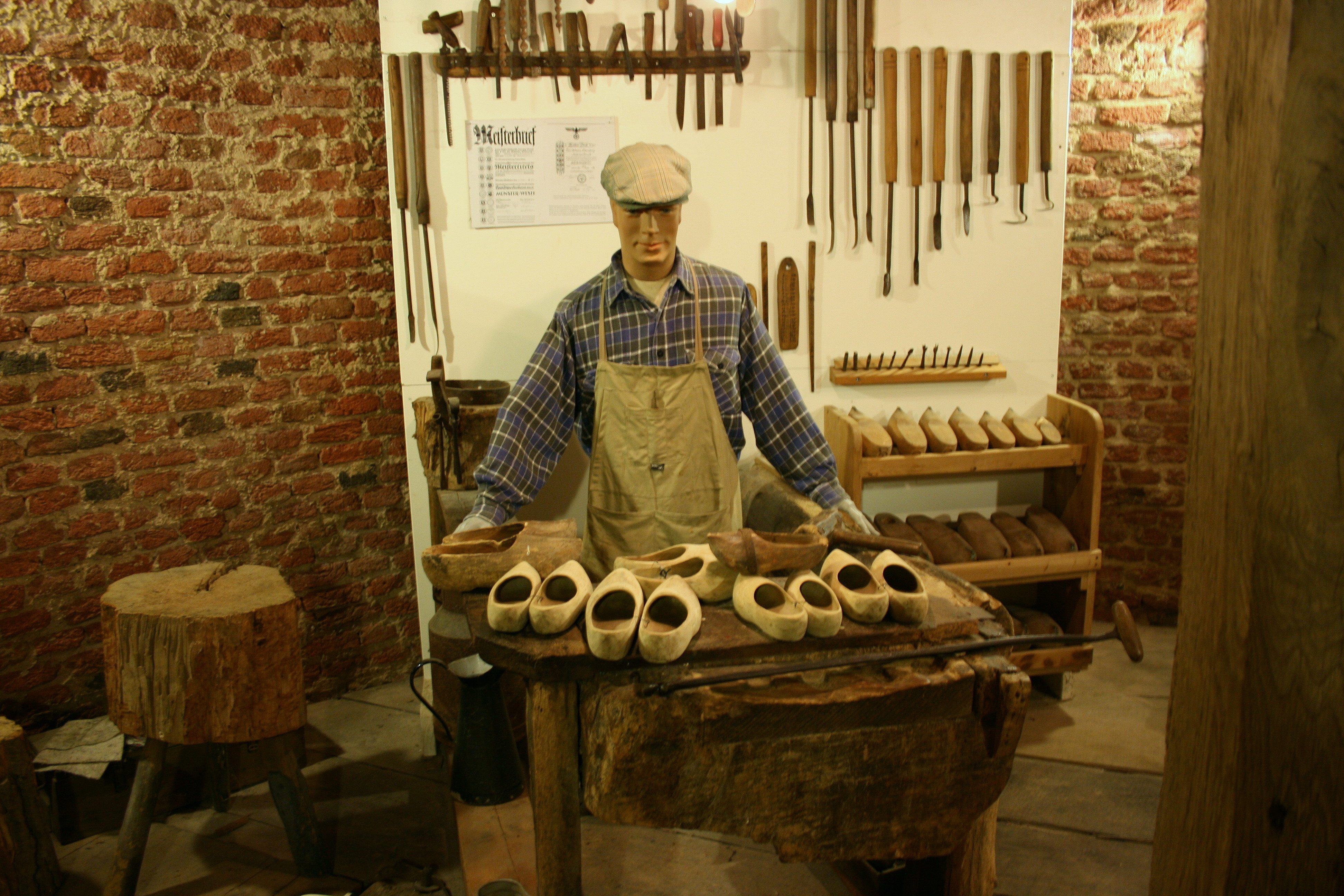